# Пичел, Ирвинг
Ирвинг Пичел (англ. Irving Pichel) (24 июня 1891 года — 13 июля 1954 года) — американский актёр и кинорежиссёр.
Пичел начал свою кинокарьеру в 1930 году, исполняя «в ранних звуковых фильмах роли экзотических характерных злодеев», однако уже в 1932 году стал заниматься режиссурой. Наиболее популярными режиссёрскими работами Пичела стали приключенческие фильмы «Самая опасная игра» (1932) и «Она» (1935), мелодрама «Вечное завтра» (1946), фильмы нуар «Мне не поверят» (1947) и «Зыбучий песок» (1950), романтическая фэнтези-комедия «Мистер Пибоди и русалка» (1948) и фантастический фильм «Место назначения — Луна» (1950).
В 1951 году фильм «Место назначения — Луна» (1950) завоевал премию Бронзовый медведь Берлинского международного кинофестиваля в жанре криминальных и приключенческих лент. Эта же картина завоевала Премию Хьюго за лучшее драматическое воплощение фантастической тематики. Картины Пичела дважды участвовали в конкурсной программе Венецианского фестиваля: в 1947 году его картина «Вечное завтра» (1946) была номинирована на международный гран-при фестиваля, в 1954 году фильм «Мартин Лютер» (1953) был номинирован на Золотого льва фестиваля. Двое актёров за работу в его фильмах были номинированы на премию Оскар: Монти Вулли — как лучший актёр за роль в фильме «Крысолов» (1942) и Джей Кэррол Нэйш за лучшую роль второго плана в фильме «Медаль для Бенни» (1945).

## Ранние годы жизни. Театральная карьера
Ирвинг Пичел родился 24 июня 1891 года в Питтсбурге, штат Пенсильвания, США. C детства он хотел заниматься театром; одним из друзей его юности был будущий драматург Джордж С. Кауфман. Пичел закончил Гарвардский университет и попробовал себя в нескольких профессиях, однако в конце концов желание стать актёром взяло верх.
С 1920 по 1927 год он работал в различных театрах, начав карьеру в качестве технического директора, а также ведущего и рассказчика. В 1927 году Пичел достиг значительной известности в качестве исполнителя главной роли в обратившем на себя внимание спектакле «Лазарь смеялся» по пьесе Юджина О’Нила, который шёл в театре Плейхаус в Пасадене.

## Актёрская карьера в кино
Как написал критик Хэл Эриксон, «ярко выраженные семитские черты Пичела не позволяли ему стать исполнителем главных ролей в белые 1930-е годы, но он показал себя как ценный характерный актёр и злодей в таких фильмах „Парамаунт“, как „Убийство по часам“ (1931), „Американская трагедия“ (1931) и „Обман“ (1932)… Его глубокий, приятный голос не подходил тем плохим парням, которых он играл, и потому Пичелу пришлось стать мастером вокального перевоплощения в образе характерного актёра».
В 1931 году Пичел был выдвинут на главную роль в фильме «Доктор Джекилл и мистер Хайд», однако режиссёр Рубен Мамулян заявил, что с Пичелом фильм станет «Мистером Хайдом и мистером Хайдом», и взял вместо него Фредерика Марча. В 1933 году Пичел сыграл Фейгина в низкобюджетном фильме по роману Чарльза Диккенса «Оливер Твист», однако «отзывы о его игре были неоднозначными, один из критиков даже наградил его титулом „худшего актёра года“ (хотя, конечно, это было не так)». Среди других наиболее заметных экранных ролей Пичела — владелец сомнительного придорожного заведения в скандально известной драме «История Темпла Дрейка» (1933) по роману Уильяма Фолкнера и слуга Шандор в фильме ужасов «Дочь Дракулы» (1936).

## Режиссёрская карьера
Пичел начал режиссёрскую карьеру, поставив совместно с Эрнстом Б. Шодсэком (прославившимся фильмом «Кинг Конг») увлекательный приключенческий триллер с элементами ужаса «Самая опасная игра» (1932), в которой владелец экзотического острова устраивает ради забавы охоту на своих случайных гостей. В 1935 году Пичел поставил приключенческую фэнтези-драму «Она» по произведениям писателя-фантаста Генри Райдера Хаггарда, которая получила неоднозначные отзывы из-за невысокого качества актёрской игры, однако постановка ритуальных сцен местных племён затерянной в Арктике страны Кор была осуществлена на высоком уровне. В остальном, «режиссёрские работы Пичела 1930-х годов были средними, но их качество возросло, когда в 1940-е годы он перешёл в качестве режиссёра на студию „Двадцатый век Фокс“».
По мнению Эриксона, к лучшим работам Пичела этого периода относятся историческая приключенческая драма «Гудзонов залив» (1940), в основу которой положена история основания Канады; драма «Крысолов» (1942) об англичанине, который спасает двух французских детей от немецкий войск в 1940 году; военная драма «Луна опустилась» (1942) об оккупации немцами Норвегии. В 1942 году Пичел поставил драму «Жизнь начинается в восемь-тридцать» о жизни когда-то успешного нью-йоркского актёра, который из-за алкоголизма постепенно опускается на дно. В фильме сыграли такие звёзды, как Монти Вулли, Айда Лупино и Корнел Уайлд.
В 1946 году Пичел поставил мелодраму «Вечное завтра» (1946) с участием Клодетт Кольбер и Орсона Уэллса, а также драму «Управление стратегических служб» (1946) о деятельности американских агентов в немецком тылу на территории Франции с участием Алана Лэдда и Джеральдин Фицджеральд. За этими картинами последовали весьма удачные фильмы нуар «Мне не поверят» (1947) с Робертом Янгом, Сьюзен Хейворд и Джейн Грир, а также «Зыбучий песок» (1950) с Микки Руни и Питером Лорре. В 1948 году вышла картина Пичела «Чудеса колоколов» (1948) о судьбе молодой актрисы и голливудском кинобизнесе с участием Алиды Валли, Фрэнка Синатры и Фреда МакМюррея.
Совместно с известным продюсером Джорджем Палом он поставил две успешные картины. Семейная рождественская история «Великий Руперт» (1950) рассказывала о невезучей нью-йоркской семье, счастье которой приносит маленькая белка. Фантастическая драма «Место назначения — Луна» (1950) была одной из наиболее сильных художественных картин своего времени, рассказывающих о космических полётах с научной точки зрения. Она завоевала Оскар за спецэффекты и была номинирована на Оскар за лучшую художественную постановку.
Последними режиссёрскими работами Ирвинга Пичела стали религиозные фильмы «Мартин Лютер» (1953) и «День триумфа» (1954).

## Прочие проекты
Пичел также работал на радио, и неоднократно выступал закадровым рассказчиком в фильмах. В частности, он был голосом Иисуса в собственном христианском фильме «Великая заповедь» (1939), а также закадровым рассказчиком фильмов Джона Форда «Как зелена была моя долина» (1941) и «Она носила жёлтую ленту» (1949),.
В 1941 году Пичел был продюсером криминальной мелодрамы Жана Ренуара «Болотная вода» (1941), действие которой происходит на болотах штата Джорджия.

## Включение в голливудский чёрный список
В 1947 году Пичел был одним из 19 представителей голливудского сообщества, получивших вызов на слушания в Комитет Конгресса по антиамериканской деятельности в эпоху маккартизма в США. Эта группа стала известна как «Голливудские девятнадцать» и как «Недружественные девятнадцать». Хотя Пичел в конце концов так и не был приглашён для дачи показаний, он тем не менее попал в голливудский чёрный список, хотя и обошёл его, уехав на некоторое время из США.

## Частная жизнь
Пичел был женат на Виолетте Уилсон, дочери Джексона Ститта Уилсона, священника Методистской церкви и видного сторонника идей христианского социализма, который в 1911-13 годах был мэром города Беркли. У Пичела было трое детей.
Ирвинг Пичел умер в Голливуде, скоропостижно, 13 июля 1954 года, через неделю после завершения своего последнего фильма «День триумфа» (1954).

## Фильмография

### Режиссёр
- 1932 — Самая опасная игра / The Most Dangerous Game
- 1933 — До рассвета / Before Dawn
- 1935 — Она / She
- 1936 — Джентльмен из Луизианы / The Gentleman from Louisiana
- 1937 — Герцог возвращается / The Duke Comes Back
- 1937 — Шейк выходит из тени / The Sheik Steps Out
- 1937 — Опасайся дам / Beware of Ladies
- 1937 — Кража в воздухе / Larceny on the Air
- 1939 — Великая заповедь / The Great Commandment
- 1940 — Мужчина, за которого я вышла замуж / The Man I Married
- 1940 — В земле / Earthbound
- 1941 — Танцевальный зал / Dance Hall
- 1941 — Гудзонов залив / Hudson’s Bay
- 1942 — Жизнь начинается в восемь-тридцать / Life Begins at Eight-Thirty
- 1942 — Крысолов / The Pied Piper
- 1942 — Секретный агент Японии / Secret Agent of Japan
- 1943 — Счастливая земля / Happy Land
- 1943 — Луна опустилась / The Moon Is Down
- 1944 — И теперь завтра / And Now Tomorrow
- 1945 — Медаль для Бенни / A Medal for Benny
- 1946 — Искушение / Temptation
- 1946 — Управление стратегических служб / O.S.S.
- 1946 — Невеста в сапогах / The Bride Wore Boots
- 1946 — Рейд полковника Эффингема / Colonel Effingham’s Raid
- 1946 — Вечное завтра / Tomorrow Is Forever
- 1947 — Что навеял ветер / Something in the Wind
- 1947 — Мне не поверят / They Won’t Believe Me
- 1948 — Мистер Пибоди и русалка / Mr. Peabody and the Mermaid
- 1948 — Чудо колоколов / The Miracle of the Bells
- 1949 — Без чести / Without Honor
- 1950 — Место назначения — Луна / Destination Moon
- 1950 — Зыбучий песок / Quicksand
- 1950 — Великий Руперт / The Great Rupert
- 1951 — Санта Фе / Santa Fe
- 1953 — Мартин Лютер / Martin Luther
- 1954 — День триумфа / Day of Triumph